# Krzysztof Głuchowski (polityk)
Krzysztof Głuchowski (ur. 2 sierpnia 1956 w Łukowie) – polski polityk, rolnik i samorządowiec, senator IV kadencji, poseł na Sejm VII, VIII i IX kadencji.

## Życiorys
Posiada wykształcenie średnie, w 1976 ukończył Państwowe Technikum Rolniczo-Łąkarskie w miejscowości Radoryż Smolany. Pracował w Państwowych Zakładach Zbożowych, następnie zajął się prowadzeniem indywidualnego gospodarstwa rolnego. Zaangażował się w działalność związkową w ramach NSZZ Rolników Indywidualnych „Solidarność”.
W latach 1997–2001 był senatorem IV kadencji z ramienia Ruchu Odbudowy Polski z województwa siedleckiego, bezskutecznie ubiegał się o reelekcję z własnego komitetu. Później związał się z Ligą Polskich Rodzin, z list której kandydował m.in. do Sejmu w wyborach w 2005 (otrzymał 1995 głosów). W 2006 z ramienia Prawa i Sprawiedliwości został radnym sejmiku lubelskiego. W wyborach samorządowych w 2010 i w 2014 uzyskiwał reelekcję.
W przedterminowych wyborach parlamentarnych w 2007 kandydował z listy PiS (otrzymał 8584 głosy), bezskutecznie kandydował też do Sejmu w wyborach w 2011 (z wynikiem 8438 głosów). 9 września 2015 objął wakujący mandat posła na Sejm VII kadencji, zastępując Małgorzatę Sadurską. W wyborach w następnym miesiącu z powodzeniem utrzymał miejsce w Sejmie na VIII kadencję (dostał 9924 głosy). W 2019 nie został ponownie wybrany (zdobył 8406 głosów). W 2022 objął mandat posła IX kadencji w miejsce Gabrieli Masłowskiej. W wyborach w 2023 dostał 5346 głosów, nie wchodząc do Sejmu X kadencji. W 2024 został wybrany do rady powiatu łukowskiego.

## Odznaczenia
W 2006, za zasługi w działalności na rzecz przemian demokratycznych w Polsce oraz rozwoju wsi i rolnictwa, został odznaczony przez prezydenta Lecha Kaczyńskiego Złotym Krzyżem Zasługi.